# Sommerschafweide im Grastel
Das Gebiet Sommerschafweide im Grastel ist ein vom Landratsamt Münsingen am 31. Mai 1955 durch Verordnung ausgewiesenes Landschaftsschutzgebiet auf dem Gebiet der Gemeinde Zwiefalten.

## Lage
Das nur etwa 2,1 Hektar große Landschaftsschutzgebiet liegt etwa einen Kilometer nordwestlich des Ortsteils Hochberg nahe der Gemeindegrenze zu Pfronstetten. Es gehört zum Naturraum Mittlere Flächenalb und liegt in der Pflegezone des Biosphärengebiets Schwäbische Alb. Es ist gleichzeitig als Flächenhaftes Naturdenkmal Wald und Heiderest Grastal ausgewiesen.

## Landschaftscharakter
Die einstige Schafweide ist heute durch Aufforstung weitgehend bewaldet. Es finden sich daher kaum noch Relikte der einstigen Nutzung als Schafweide im Gebiet.